# Holbøl Kirke
Holbøl Kirke i Holbøl er en kirke fra romansk tid (1200 tallet), 10 km sydvest for Gråsten. Kirken består af senromansk kor og skib og sengotisk våbenhus. Det bræddeklædte klokketårn er fra 1753.  Kirken er bygget af  blandt andet af kamp-og munkesten, da den i årenes løb har været ramt af sammenstyrtninger, sidste gang i 1840, hvor vestgavlen blev genopbygget i tilhuggede kampesten. I korets østgavl ses det eneste oprindelige vindue, et spidsbuet gotisk vindue, som dog blev blændet, da man fik en altertavle i kirken. Den eneste indgang er igennem våbenhuset i syd – fra ca. år 1500. På våbenhusets gavl ses et solur i grå kalksten fra 1698.
Prædikestolen i kirkeskibets sydside med himmel og fredsdue, et arbejde fra 1641, restaureret af kunstmaleren  Ernst Trier I de fleste arkadefelter ses de fire evangelister. Værket må karakteriseres som fra rennæssancen. Lige nedenfor står døbefonten af granit, der er lavet af billedhuggeren Anders Bundgaard (1864-1937). Det tilhørende dåbsfad er en fin efterligning af de hollandske 1600-tals fade.
I koret ses kalkmalerier", udført ca. 1480 af maleren L....ykt. En dekoration af rankeslyng med småfrugter og store kolbeblomster, samt i østkappen over alteret en dommedagsscene. Her ses i midten den triumferende Kristus siddende på regnbuen, der strækker sig fra himmelborgen i nord, hvor alle de "rene og frelste" går ind med Jomfru Maria som knælende forbeder, – og til helvedets bål i syd med Johannes Døberen som forbeder. I korbuens ranker ses to gamle indvielseskors. Kalkmalerierne blev hårdt restaureret af A. Wilcens i 1913, f.eks. førte han på egn hånd rankeslynget helt ind i korets nyere vinduer. Derudover tog han sig den frihed at anbringe kirkens hovedkonservator, professor dr. Haupt (med afbankningshammer) og kirkens daværende dansksindede præst P. Andersen (1912-25) i tysk præstedragt, i hver sin blomst på syd- og nordvæggen.
Bjælkeloftets udsmykning, ranker og mønstre, kan ligeledes henføres til A. Wilckens. (Både loft og tag blev renoveret i 1988) Af bevarede indskrifter kan i koret endnu ses en gammel præsterækketavle. Det yngste år 1702 er anbragt i et cirkelfelt med ramme af storakantus. På korbuens vestside er et påmalet teglstenstik og over den synlige ende ses en fugl, der formentlig er fugl Phoenix. (Kalkmalerier m.m. blev restaureret i 1991)
Under dommedagsscenen står alteret med sit alterbord. Bordets forhæng og dug er nyt og lavet af kunstneren Hanne Vedel (1933-). Selve alteret er en sengotisk skabstavle fra ca. 1480'erne. Oprindeligt havde den som hovedfigur Marias himmelkroning, men med reformationen (1536) blev den kronende Kristus og hans moder fjernet. Tilbage er fjorten figurer, de tolv apostle og Maria Magdalene og  Johannes Døberen (midt i anden række). Figurernes størrelse er påfaldende uens, især hovederne har påfaldende forskellige størrelser. Årsagen kan være, at de er skåret af forskellige mestre, eller måske stammer de fra to altertavler? På sidefløjenes malerier ses til venstre Jesu Korsfæstelse, til højre Jesu Himmelfart, udført af bondemaleren Krollenkopf i 1700-tallet. Nok så interessant er altertavlens bagside, hvorpå der er en præsterække for de første præster efter reformationen, samt en latinsk indskrift: felix parocchia ista in qua non est nobilista!- "lykkeligt dette sogn i hvilket der ikke er adelsfolk" (De søndensogns byer hørte direkte under kronen og dermed frie).
Hvad angår den øvrige udsmykning af kirken, ser vi i koret alteret flankeret af to træbure – såkaldt præstestol og degnestol, fra 1700-tallet. I kirkeskibet ses et korbuekrucifiks, nu ophængt på et nyere kors. På den modsatte side (syd) ses et maleri forestillende Emmaus, fra det sidste århundrede. Maleriet er signeret WSP.
Kirkens pulpitur i vest stammer fra 1870erne. Her står orglet. Dette er bygget af orgelfirmaet Marcussen & Søn, Aabenraa, oprindeligt fra 1971 med syv stemmer. Udvidet i 1999 til fjorten stemmer med både hovedværk og svelleværk og to manualer. Under pulpituret finder man en nyere præstetavle med navne og data fra reformationen og frem til nutiden.